# Oday Dabbagh
Oday Ibrahim Mohammad Dabbagh (arabisch عدي ابراهيم محمد الدباغ; * 3. Dezember 1998 in al-Quds) ist ein palästinensischer Fußballspieler.

## Karriere

### Verein
Von Hilal al-Quds kommend, wo er seit 2015 aktiv war, und seine Profikarriere begann, wechselte er im Sommer 2019 zu al-Salmiya nach Kuwait. Mit Hilal, wo er auch bereits in der Jugend aktiv war, gewann er drei Mal die Liga im Westjordanland und einmal den Pokal sowie auch noch einmal den Gesamtpalästinensischen Pokal. Doch bei al-Salmiya verblieb er nicht lange, sondern schloss sich bereits im Januar 2020 dann al-Qadsia an, bei welchen er dann über den Verlauf von einem Jahr spielte. Seine vorerst letzte Station in Kuwait war danach ab Januar 2021 al-Arabi, mit welchen er die Spielzeit 2020/21 auch noch als Meister abschloss.
Ablösefrei machte Dabbagh anschließend zur Saison 2021/22 den Sprung nach Europa, wo er sich in Portugal dem FC Arouca anschloss. In der Liga erzielte Dabbagh in den nächsten beiden Spielrunden dann in 37 Spielen 11 Tore und schaffte mit dem Klub so unter anderem auch über den fünften Platz nach der ersten Spielzeit den Einzug in die Qualifikation zur Europa Conference League. Nach einer weniger erfolgreichen nächsten Saison mit seiner Mannschaft wechselte Dabbagh den Klub wieder ablösefrei und steht somit seit Sommer 2023 in Belgien bei Sporting Charleroi unter Vertrag.
Im Februar 2025 wurde Dabbagh an den schottischen Erstligisten FC Aberdeen verliehen, der am Ende der Saison 2024/25 eine Kaufoption besitzt.

### Nationalmannschaft
Sein erstes bekanntes Spiel im Trikot der palästinensischen Fußballnationalmannschaft, war am 27. März 2018 bei einer 0:1-Niederlage in der Qualifikation für die Asienmeisterschaft 2019 gegen den Oman. Nach einer Vielzahl weiterer Freundschaftsspieleinsätze im weiteren Verlauf des Jahres, war er auch bei der Asienmeisterschaft 2019 dabei und kam hier auf zwei Einsätze. Anschließend spielte er mit der Mannschaft auch noch bei der Westasienmeisterschaft 2019, wo er weitere vier Spiele bekam. Nach den Qualifikationsspielen für die Weltmeisterschaft 2022, erreichte er mit seinem Team dann auch noch die Endrunde beim Arabien-Pokal 2021, gehörte hier aber nicht zum Kader dazu.
Nach weiteren Qualifikationsspielen für die Asienmeisterschaft 2024 und die Weltmeisterschaft 2026, stand er auch bei der Endrunde von ersterem Wettbewerb zum zweiten Mal in seiner Karriere im Kader bei diesem Wettbewerb. Dort kam er in allen drei Gruppenspielen seiner Mannschaft zum Einsatz und hatte im letzten Gruppenspiel mit seinen zwei Treffern beim 3:0-Sieg über Hongkong Anteil daran, dass es seine Mannschaft erstmals in die K.o-Phase dieses Wettbewerbs schaffte.